# Henry Jenkins
Henry Jenkins (Atlanta, 4 de junho de 1958) é um norte-americano estudioso dos meios de comunicação. Ele é considerado “um dos pesquisadores da mídia mais influentes da atualidade”. Durante os anos de 1993 e 2009 ele esteve a frente do programa de Estudos de Mídia Comparada do Instituto de Tecnologia de Massachusetts.
Ele é autor/editor de doze obras, como “Textual Poachers: Television Fans and Participatory Culture” (1992), “Convergence Culture: Where Old and New Media Collide” de 2006 (Lançado na língua portuguesa em 2008, sob o título “Cultura da convergência”)  e “Fans, Bloggers and Gamers: Exploring Participatory Culture” (2006).
Atualmente, Jenkins atua como professor de Comunicação, Jornalismo e Artes Cinematográficas na University of Southern California.

## Biografia
Henry Jenkins III (1958-) é um americano, nascido em Atlanta. Ele é um pesquisador da mídia e atualmente é professor da University of Southern California (USC).
Jenkins participou da criação de doze livros, seja como autor ou como editor. Dentre eles se destacam “Textual Poachers: Television Fans and Participatory Culture”, que se foca na cultura fã; e “Convergence Culture: Where Old and New Media Collide”, que para além de elaborar sobre a cultura dos fãs, ele aborda o atual processo de convergência que atingem os meios de comunicação, tanto os antigos quanto os atuais. Jenkins conseguiu seu bacharelado em Ciencias Politicas e Jornalismo pela Georgia State University, mestrado em Estudos da Comunicação pela University of Iowa e PhD em Artes da Comunicação pela University of Wisconsin-Madison.

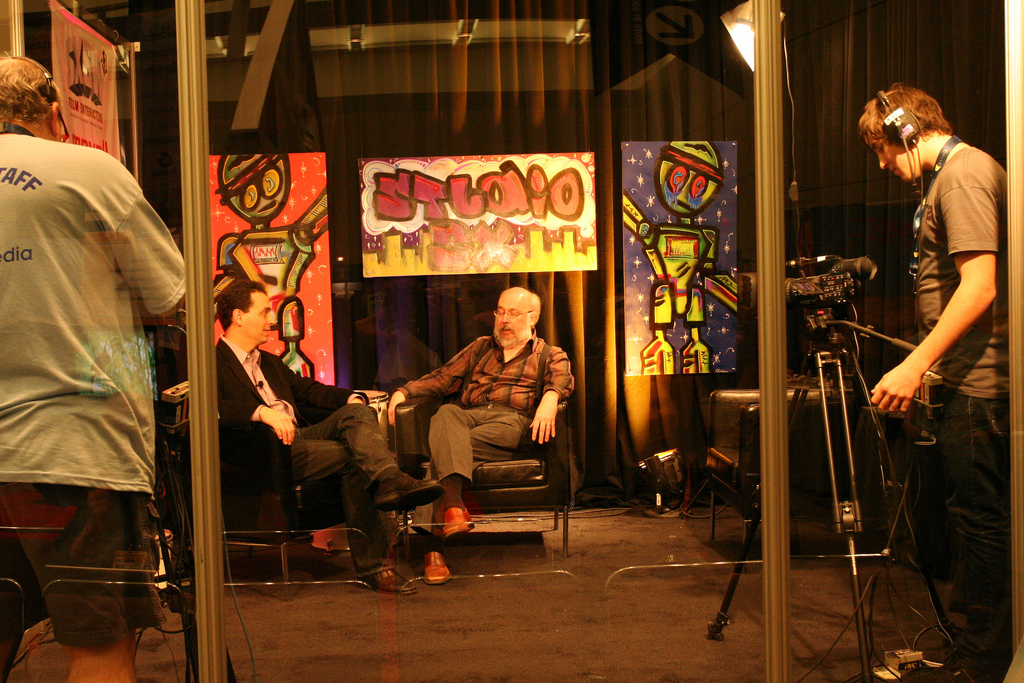
Henry Jenkins

Jenkins assumiu o Comparative Media Studies (CMS) em 1993. O CMS, é um projeto que “não busca quebrar paradigmas, mas sim desenvolver novos e preparar nosso time e patrocinadores para profissões que ainda não existem”. Nele, Jenkins estabeleceu "uma agenda de pesquisas inovadoras durante um período de mudança fundamental na comunicação, jornalismo e entretenimento". Uma das premissas do CMS era a implementação de vídeo games para auxiliar na educação de jovens. Em 2004, Jenkins passou a codirigir o programa junto com William Uricchio, que assumiu o controle do programa em 2009, depois da saída de Jenkins.
Outro projeto criado por Jenkins foi o Convergence Culture Consortium (C3), baseado em seu livro "Cultura da convergência". O evento da C3 acontece anualmente e tem como foco principal entender de que maneira o mercado e as marcas estão sofrendo alterações com a constante interação de várias mídias. O C3 foi fundado com a ajuda da Turner e tem como a parceiras várias empresas como, por exemplo, a MTV Networks, a iG e a Yahoo!, além de empresas brasileiras como a Petrobras e a Os Alquimistas.
Depois de entrar para a USC, em 2009, Jenkins criou o projeto New Medias Literacies (NML), projeto que foi idealizado inicialmente enquanto Jenkins trabalhava na MIT. O NML visa a participação principalmente de jovens em conteúdos colaborativos e no engajamento. Além disso, Henry divide a liderança da conferência Transmedia Hollywood, junto com Denise Mann.
Henry Jenkins considera-se um Aca/Fan. Esse termo foi criado para designar aqueles pesquisadores do mundo acadêmico que passam a desenvolver estudos sobre os produtos midiáticos que admiram, ou seja, eles estão diretamente envolvidos com o objeto de estudo . Portanto, Aca/Fan constitui-se em uma figura híbrida, eles são acadêmicos que também são fãs.
Atualmente, Henry Jenkins vive em Los Angeles com sua esposa, Cynthia e possui um filho, Henry G. Jenkins IV.

## Principais Obras

### Textual Poachers
"Textual Poachers: Television Fans and Participatory Culture" foi um livro escrito por Henry Jenkins em 1992. A expressão que dá nome ao livro pode ser compreendida através da tradução das palavras que a compõe: "Textual" faz menção direta à adjetivação de algo inserido em, ou mesmo, com propriedades de um texto; e "Poachers" é um termo da língua inglesa referente às pessoas que transpassam propriedades privadas para caçar. A junção de duas palavras usada no título do autor é referente à cultura de fãs e suas interatividades com as obras que se relacionam. Dessa forma, Jenkins classifica os fãs como apreciadores da cultura midiática que transformam os conteúdos que admiram em uma cultura própria, de acordo com seus desejos e interesses, seja na construção de fanfictions, desenhos, músicas ou vídeos relacionados àquele conteúdo. A escolha de uma subcultura específica de pessoas que interagiam e consumiam produtos audiovisuais televisivos, como a série Star Trek, é desenvolvida no livro que aborda esse grupo de fãs específicos, juntamente à sua cultura de participação.
f
"Textual Poacher" é considerado um estudo midiático seminal sobre a cultura de fãs, conjuntamente com as publicações de 1992 de 
Camille Bacon Smith, Enterprising Women: Television Fandom and the Creation of Popular Myth
e a Antologia The Adoring Audience: Fan Culture and Popular Media editada por
Lisa Lewi, e ainda há a obra "Feminism, Psychoalalysis, and the Study of Popular Culture" de Constance Penley.
Os livros que influenciaram o autor durante a concepção do texto foram "The Practice of Everyday Life" de Michel DeCerteau e "Television Culture" de John Fiske, que também foi mentor de Henry Jenkins durante a escrita de seu livro e parte de sua formação acadêmica.
Em 2012, o livro foi relançado em uma edição comemorativa aos seus 20 anos de publicação com um introdução de Suzanne Scott, Ph.D. in Critical Studies from the School of Cinematic Arts at the University of Southern California, refletindo sobre a mudança da cultura de fãs na era digital, em relação aos importantes tópicos abordados no livro, juntamente à entrevista feita por ela com o próprio Henry Jenkinks, 20 anos depois de tê-lo escrito.

### Fans, Bloggers and Gamers
“Fans, Bloggers and Gamers” foi lançado em 2006 porém contém ensaios que foram produzidos entre suas obras “Textual Poachers” e “Cultura da convergência”, esses textos, Jenkins diz que reformularam seu entendimento sobre as industrias de mídia e seus consumidores. O livro é dividido em três partes: “Inside Fandom”, “Going Digital” e “Columbine and Beyond”. A primeira inclui os ensaios que lidam diretamente com as políticas e poética da produção cultural dos fãs; a segunda contém os que falam sobre o impacto da mídia digital na vida do dia-a-dia; e a terceira explora os debates públicos que surgiram após o tiroteio que ocorreu em Littleton, Colorado, focando nos que tratavam do impacto da cultura popular nos jovens e os sobre a censura no computador e vídeo games.

### Cultura da convergência
“Cultura da convergência” é considerada uma leitura obrigatória para os que almejam compreender o mundo das novas mídias, consumo e interação. O livro foi publicado na língua portuguesa em 2008 no Brasil, enquanto nos Estados Unidos já havia sido lançado em 2006 com o título “Convergence culture: Where Old and New Media Collide”. Nas palavras do próprio autor, esta obra: “foi concebida como uma intervenção pública [...] com o objetivo de ajudar os consumidores e produtores a entender as mudanças que estão ocorrendo em seu relacionamento”.
Em “Cultura da convergência”, Jenkins lança mão de exemplos da indústria midiática e alguns fandoms para analisar o universo da convergência, em especial, três conceitos: convergência midiática, cultura participativa e inteligência coletiva.
Convergência midiática refere-se ao “fluxo de conteúdos por múltiplas plataformas de mídia, à cooperação entre múltiplos mercados midiáticos e ao comportamento migratório dos públicos dos meios de comunicação”. Jenkins deixa claro que a convergência das mídias não não se resume a um aparelho que reune inúmeras funções. Para ele,  “a convergência altera a relação entre tecnologias existentes, indústrias, mercados, gêneros e público”. Jenkins acrescenta, ainda, que a convergência é um processo e não ocorre em dispositivos, mas sim nos cérebros dos indivíduos e através das interações sociais das pessoas.
Em meio a convergência midiática, localiza-se a narrativa transmídia, outro conceito importante, que Jenkins levanta em seu trabalho. Essa narrativa, para Jenkins, é “uma nova estética que surgiu em resposta à convergência”. A narrativa transmídia refere-se a conteúdos que circulam em múltiplas plataformas. Para exemplificar esse conceito, Jenkins trabalha com o caso dos filmes Matrix, que não se limita a uma só mídia.
Ao que se refere cultura participativa, Jenkins trabalha uma ideia de uma cultura onde os consumidores estão agindo cada vez mais de forma participativa e crítica. Esses são, portanto, consumidores participativos. Outros autores vão apresentar outras nomeações para esses consumidores ativos, como é o caso de Axel Bruns  que os categoriza como “produsers” (produtores+usuários). Em seu livro “Cultura da convergência”, Jenkins dedica dois capítulos para analisar de forma mais profunda a cultura participativa. No quarto capítulo, intitulado “Guerra nas Estrelas por Quentin Tarantino?: criatividade alternativa encontra a indústria midiática”, ele trabalha o conceito a partir de um olhar para a os produtores de Guerra nas Estrelas e fãs dos filmes (entre eles gamers), que estão remontando os filmes para satisfazer suas fantasias e seus desejos enquanto fãs. Já no quinto capítulo, "Por que Heather pode escrever: letramento midiático e as guerras de Harry Potter", o autor vai trabalhar ainda a questão da cultura participativa, porém dentro do universo dos fãs de Harry Potter, desenvolvendo dentre outras questões, a participação através de criações de fanfictions.
Quanto a inteligência coletiva, este é um conceito cunhado por Pierre Lévy, o qual Jenkins se apropria em “Cultura da convergência” para pensar o universo dos fãs. Inteligência coletiva, para Jenkins, seria "uma forma de consumo coletivo exercida pelos fãs". Para trabalhar essa questão, o autor irá exemplificar com fãs do reality show Survivor que se uniam para conseguir descobrir informações do programa.

## Publicações
| Nome                                                                                       | Ano de Publicação | Editora                   | Código             |
| ------------------------------------------------------------------------------------------ | ----------------- | ------------------------- | ------------------ |
| What Made Pistachio Nuts?: Early Sound Comedy and the Vaudeville Aesthetic.                | 1992              | Columbia University Press | ISBN 0231078552    |
| Textual Poachers: Television Fans & Participatory Culture.                                 | 1992              | Routledge                 | ISBN 0415905710    |
| Classical Hollywood Comedy.                                                                | 1995              | Routledge                 | ISBN 0415906393    |
| From Barbie to Mortal Kombat: Gender and Computer Games.                                   | 1998              | MIT Press                 | ISBN 0262032589    |
| The Children's Culture Reader.                                                             | 1998              | New York University Press | ISBN 0814742319    |
| Hop on Pop: The Politics and Pleasures of Popular Culture.                                 | 2002              | Duke University Press     | ISBN 0822327376    |
| Rethinking Media Change: The Aesthetics of Transition.                                     | 2003              | MIT Press                 | ISBN 0262201461    |
| Democracy and New Media.                                                                   | 2003              | MIT Press                 | ISBN 0262101017    |
| Convergence Culture: Where Old and New Media Collide.                                      | 2006              | New York University Press | ISBN 0814742955    |
| Fans, Bloggers, and Gamers: Exploring Participatory Culture.                               | 2006              | New York University Press | ISBN 081474284X    |
| Confronting the Challenges of Participatory Culture: Media Education for the 21st Century. | 2006              | MIT Press                 | ISBN 0262258293    |
| The Wow Climax: Tracing the Emotional Impact of Popular Culture.                           | 2007              | New York University Press | ISBN 0814742823    |
| Cultura da Conexão: Criando Valor e Significado por Meio da Mídia Propagável               | 2014              | Aleph                     | ISBN 9788576571629 |
| Invasores do Texto: Fãs e Cultura Participativa                                            | 2015              | Marsupial Editora         | ISBN 9788566293135 |

- Jenkins teve seu livro Convergence Culture: Where Old and New Media Collide publicado no Brasil em 2008 pela editora Aleph, traduzido apenas como Cultura da convergência (ISBN 8576570637)

## Considerações sobre as ideias de Henry Jenkins
Para o pesquisador João Freire Filho, em sua primeira obra, "Textual Poachers" (1992), Jenkins comete exageros na conceituação de fãs. Inspirado em John Fiske (foi professor de Jenkins na Universidade de Iowa), que equipara “as práticas dos fãs e o ativismo político dos grupos de guerrilha esquerda”, Jenkins descreveu os fãs como “heróis da resistência em uma batalha constante com os interesse e valores do ‘bloco de poder’”. Contudo, posteriormente, o próprio Jenkins admitiu que o modelo de audiência ligado a apropriação e resistência presente em "Textual Poacher" é repleto de perspectivas teóricas e comprometimentos políticos ultrapassados.
Na perspectiva de Jenkins, já em meio a Cultura da convergência, vivemos a cultura participativa, onde novos modelos de consumidores estão surgindo. Esses novos consumidores são ativos, são migratórios, não são mais tão leais a redes ou meios de comunicação, são mais interligados socialmente e são consumidores que falam, falam alto; fazem barulho em público. Nesse contexto, “o poder do produtor de mídia e o poder do consumidor interagem de maneiras imprevisíveis”. Portanto, para o guru das novas mídias, os consumidores e produtores não ocupam mais lugares independentes. Eles passam a ser “participantes interagindo de acordo com um novo conjunto de regras, que nenhum de nós entende por completo”. Essa participação ativa dos usuários no universo cultura da midiática, também, encaminharia para um maior engamento político dos indivíduos na sociedade.
Contudo, essa visão de Henry Jenkins é ponderada e criticada por diversos teóricos. Por exemplo, o jornalista Henrique Moreira Mazetti, ao analisar as diversas construções teóricas sobre esse consumidor participativo (ou como denomina Mazetti, o “consumidor empoderado”), posiciona Jenkins como um pesquisador otimista e comedido. Enquanto para João Freire Filho, Jenkins está se colocando em uma posição de "parcialidade temerária", sua abordagem está calcada do objetivo de "distanciar-se dos 'pessimistas culturais' (autores como Noam Chomsky, Robert McChesney e Mark Crispin Miller) que enfatizam os obstáculos para a conquista de uma sociedade mais democrática.
Jenkins é também comparado a Marshall McLuhan e seus estudos na área da comunicação. McLuhan cunha a ideia de que o meio é a mensagem, a contraponto de Jenkins, que se põe à frente ao pesquisar os "fenômenos envolvidos no processo de convergência entre os novos meios de comunicação e os meios tradicionais” (Em programa de mídia comparada, criado por ele mesmo, no MIT). Porém, Jenkins é assim considerado por ser, de fato, pioneiro no estudo de fãs, bloggers, e gamers, que, para ele, definem o conceito de cultura participativa. Não só destes, como também o efeito de novas mídias nesta esfera, e o impacto que causam a seus usuários - mais uma vez em comparação a McLuhan e a ideia de que o meio é a mensagem.